# Joe Foss
Joseph Jacob Foss, född 17 april 1915 i Minnehaha County, South Dakota, död 1 januari 2003 i Scottsdale, Arizona, var ett amerikanskt flygaräss och republikansk politiker. Han var känd som "Smokey Joe" och "Ace of Aces". 
Han var brigadgeneral i Air National Guard och South Dakotas guvernör 1955-1959. Han var chef för American Football League 1959-1966 och ordförande i National Rifle Association 1988-1990.

## Biografi
Foss tjänstgjorde i USA:s marinkår i andra världskriget. Han flög ett jaktplan av typen F4F Wildcat och sköt ned 26 japanska flygplan i samband med Guadalcanalkampanjen. Foss tilldelades 1943 Medal of Honor och han förekom på pärmen av tidskriften Life.
Efter två mandatperioder som guvernör kandiderade Foss till USA:s representanthus. Han förlorade mot kongressledamoten George McGovern i 1958 års kongressval.
Foss var livstidsmedlem i NRA i 40 år. Han förde en aktiv kampanj för rätten att bära skjutvapen och i egenskap av NRA-ordförande poserade han på pärmen av Time Magazine med en revolver och en stetsonhatt. Han var också aktiv inom Campus Crusade for Christ.
Foss var av norsk och skotsk härkomst. Han var metodist. Foss grav finns på Arlingtonkyrkogården.